# Odwłok

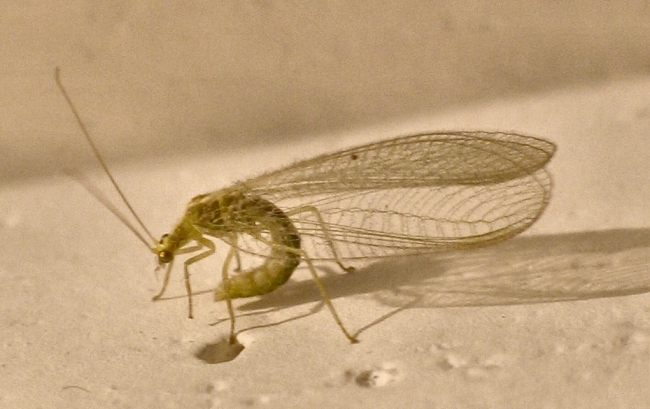
Odwłok złotooka jest dobrze widoczny przez błoniaste skrzydła; widać segmentację

Odwłok (abdomen, urosoma) – trzecia, tylna część ciała stawonoga, połączona z tułowiem lub głowotułowiem. Odwłok pokryty jest oskórkiem, ale znacznie delikatniejszym niż okrywy głowy czy głowotułowia. Na odwłoku mogą występować odnóża kroczne; u form bardziej wyspecjalizowanych są one często przekształcone w kądziołki przędne (pająki) czy najrozmaitsze narządy kopulacyjne. 
Odwłok może być siedzący (abdomen sessile), czyli szeroko połączony z tułowiem lub głowotułowiem, albo stylikowy (a. petiolatum), czyli połączony cienkim trzonkiem, tzw. stylikiem.

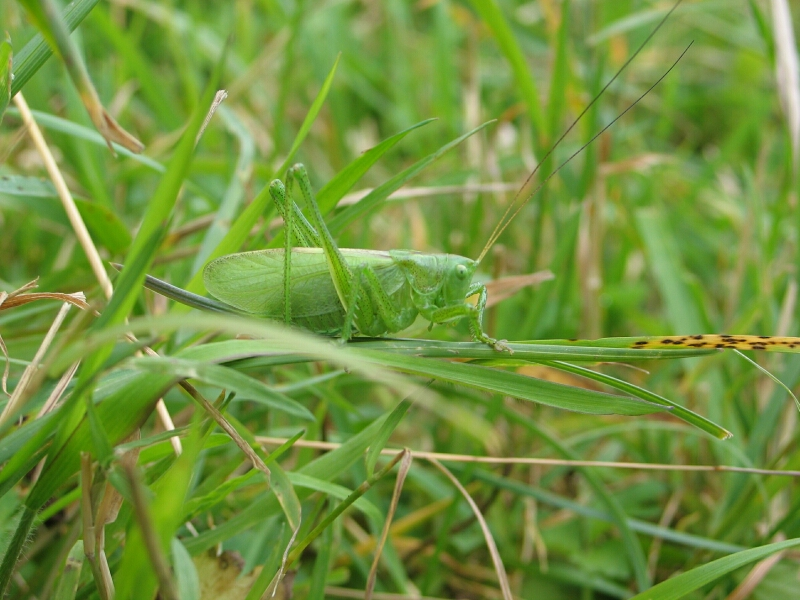
Pasikonik; z tyłu ciała widoczne szablaste, długie pokładełko

## Odwłok owadów uskrzydlonych
U dużej części owadów uskrzydlonych odwłok zachowuje wyraźne ślady segmentacji, choć poszczególne segmenty mogą się zrastać lub ulegać jakimś modyfikacjom. Najsilniej zmodyfikowany jest zazwyczaj ostatni segment odwłoka – telson. Na 7, 8 lub 9 segmencie znajduje się ujście parzystych (u jętek) lub nieparzystych narządów rozrodczych. Brak odnóży lokomocyjnych, choć mogą występować w stadium larwalnym. Często na odwłoku zlokalizowane są różne przydatki płciowe – zwykle w bezpośredniej bliskości otworu płciowego. Czasem jest to pokładełko właściwe (prostoskrzydłe, rośliniarki i inne), czasem teleskopowe (motyle, chrząszcze, muchówki). U samic żądłówek pokładełko właściwe przekształciło się w żądło. U samców pasikoników wyewoluowały klaspersy, służące do przytrzymywania samicy w czasie kopulacji, oraz narząd kopulacyjny w postaci osadzonego między nimi prącia. U jętek i skorków prącie jest parzyste; u wszystkich owadów narządy kopulacyjne mają dość zróżnicowany wygląd i zwykle skomplikowaną budowę. U jętek na telsonie występuje długa nić odwłokowa, mająca znaczenie aerodynamiczne.